# Alluminato
Uno ione alluminato è un anione anfotero dell'alluminio, di formula AlO2-. 
Un alluminato è un composto chimico contenente il suddetto ione.

## Applicazioni
Gli alluminati vengono utilizzati nella produzione del cemento, come additivi per accelerare la solidificazione.

## Sali
I sali alluminati più conosciuti sono l'alluminato di sodio e l'alluminato di potassio.